# Pleșoiu
Pleșoiu è un comune della Romania di 3 378 abitanti, ubicato nel distretto di Olt, nella regione storica dell'Oltenia. 
Il comune è formato dall'unione di 7 villaggi: Arcești, Arcești-Cot, Cocorăști, Doba, Pleșoiu, Schitu din Deal, Schitu din Vale.